# Adolfo Barán
Adolfo Barán Flis dit Fito (né le 22 novembre 1961 à Montevideo en Uruguay) est un joueur et entraîneur de football uruguayen.
Il est connu pour avoir terminé meilleur buteur du championnat d'Uruguay lors de la saison 1990 avec treize buts.